# Distretto di Chum Phae
Il distretto di Chum Phae (in thailandese: ชุมแพ) è un distretto (amphoe) della Thailandia, situato nella provincia di Khon Kaen.